# Spondylus clarksoni
Spondylus clarksoni is een tweekleppigensoort uit de familie van de Spondylidae. De wetenschappelijke naam van de soort is voor het eerst geldig gepubliceerd in 1992 door Lamprell.